# Björn Ulvaeus
Björn Kristian Ulvaeus (pron. [bjœːɳ ɵlˈveːɵs]; Göteborg, 25 aprile 1945) è un musicista e compositore svedese, cantante e chitarrista del gruppo degli ABBA.

## Biografia
Prima del grande riconoscimento internazionale, Björn è stato un membro degli Hootenanny Singers.
Con il proprio gruppo nel 1966, avrà modo di incontrare sulla strada gli Hep Stars, e qui ad instaurare un rapporto d'amicizia - che poi si tramuterà in un sodalizio artistico - con il tastierista del gruppo, Benny Andersson.
Durante le riprese televisive di uno spettacolo nel marzo 1969, Björn incontra la diciottenne Agnetha Fältskog. Benny incontrerà Anni-Frid Lyngstad poco dopo. Da questi due incontri nascerà il celebre gruppo musicale degli ABBA.

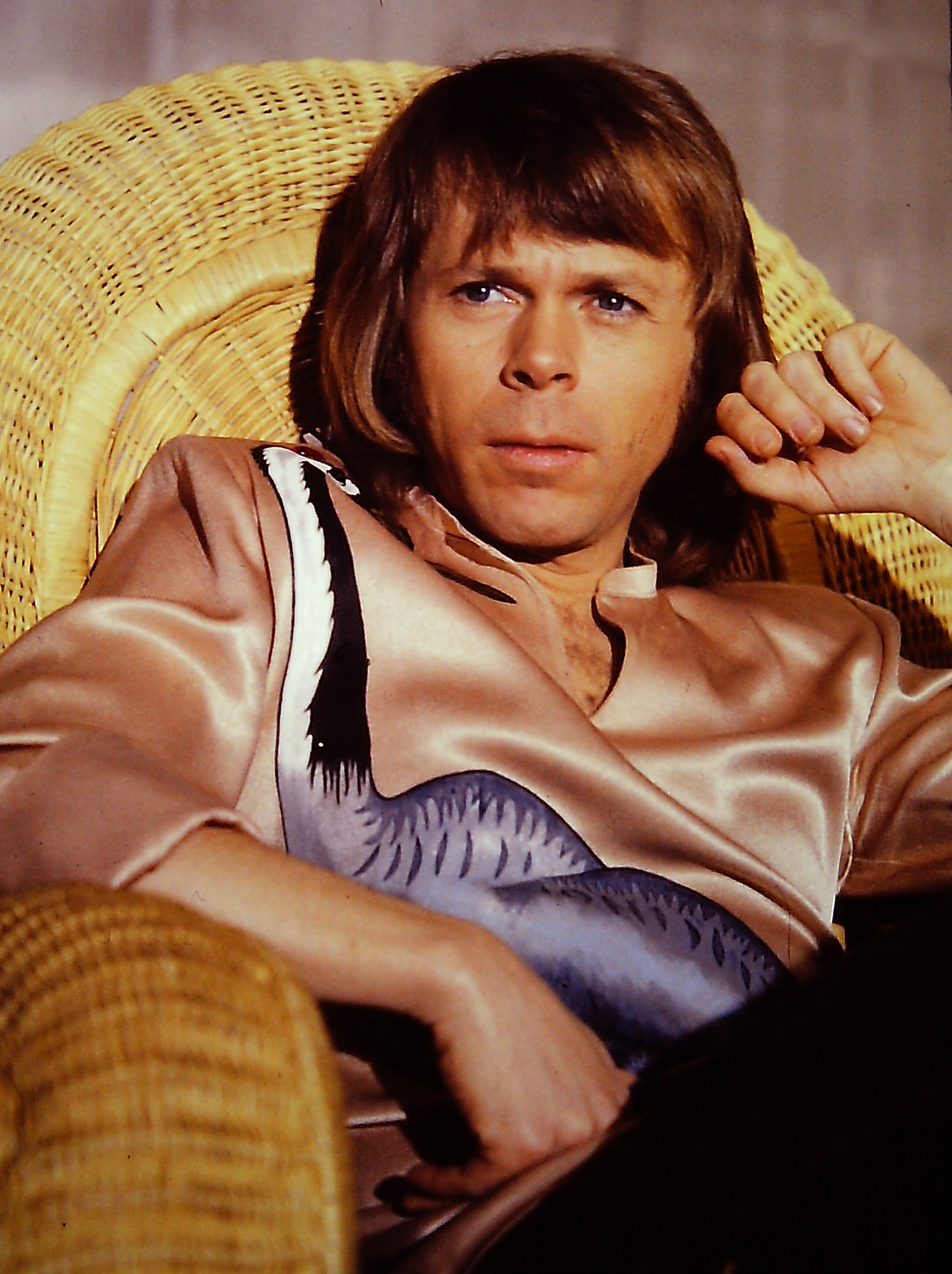
Björn nel 1978

Dopo lo scioglimento del gruppo egli ha - insieme a Benny Andersson - continuato a curarne la promozione discografica e commerciale, mai cessando di comporre musicalmente, e scrivendo tra l'altro i musical Chess, Kristina från Duvemåla e Mamma Mia!. Nel 2008 Ulvaeus, assieme al collega Benny Andersson, è presente in un cameo nel film Mamma Mia!. Inoltre entrambi sono produttori esecutivi di Mamma Mia! e Mamma Mia! Ci risiamo.

## Vita privata
Björn Ulvaeus fu sposato con Agnetha Fältskog dal 6 luglio 1971 fino al luglio 1980, e la coppia ebbe da tale matrimonio i figli Linda (1973), anch'essa cantante, e Christian (1977); dal 6 gennaio 1981 fino al febbraio 2022 è stato sposato per 41 anni con la giornalista Lena Källersjö, con cui ha avuto due figlie, Emma (1982) e Anna (1986). Cinque mesi dopo il divorzio con la ex moglie presenta alla prima del suo nuovo musical Pippi at the Circus la sua nuova compagna Christina Sas.